# Sven Methling
Sven Methling, född 20 september  1918 i Köpenhamn, död 7 augusti 2005 i samma stad, var en dansk filmregissör och manusförfattare.

## Utmärkelser
Methling vann Bodilpriset för bästa danska film för Våldtaget land 1955 och för Vi är tokiga allihop 1960.

## Regi i urval
- 1955 – Våldtaget land
- 1958 – Livat i lumpen
- 1959 – Ett spöke för mycket
- 1959 – Vi är tokiga allihop
- 1963 – Flickan och pressfotografen
- 1963 – Majorens passopp
- 1964 – Operation Knäck och Bräck eller Vår man Tuffa Arne
- 1966 – En så'n härlig natt (även manus)
- 1971 – Takt och ton i himmelsängen
- 1991 – Krummerne
- 1994 – Vildbassen
- 1996 – Krummernes jul (DR:s julkalender)